# 楊經 (嘉靖丙戌進士)
楊經（15世紀—16世紀），陕西宁夏儀衛司校籍江西豐城縣人，明朝政治人物。

## 生平
治春秋，正德十一年（1516年）丙子科陕西鄉試第三名舉人，嘉靖五年（1526年）丙戌科三甲七十八名進士，獲授大名府推官。

## 引用
1. ↑  嘉靖《宁夏通志》：嘉靖五年丙戌状元龔用卿榜一名：楊經，大名府推官。